# Usine hydroélectrique du Cotoveleo do Jacuí
L'usine hydroélectrique du Cotoveleo do Jacuí est une centrale hydroélectrique situéé sur le territoire de la municipalité de Victor Graeff, dans l'État du Rio Grande do Sul, dans le Sud du Brésil.
Il est d'une puissance totale de 3 340 kW et fournit en énergie les communes d'Alto Alegre, Campos Borges, Colorado, Ernestina, Espumoso, Ibirapuitã, Ibirubá, Jacuizinho, Mormaço, Selbach, Soledade, Tapera, Tio Hugo, Tunas et Victor Graeff.
Il possède des turbines de type Kaplan qui permettent un débit de 34 m3/s, l'eau arrivant par un tunnel de 372,60 mètres de longueur. Sa chute brute est de 13 mètres de hauteur. Son coût total a été de 3 950 000,00 R$.